# Monts Obarenes
Les monts Obarenes (en espagnol montes Obarenes, parfois sierra de Obarenes) sont une chaîne de moyenne montagne constituant l'extrémité du rameau sud-est de la cordillère Cantabrique, dans le Nord de l'Espagne, et culminant à 1 434 m d'altitude.

## Géographie

### Situation
La chaîne s'étend sur une trentaine de kilomètres entre Sobrón, à la limite des provinces de Burgos et d'Alava, et Haro à environ 40 km au sud-est, dans La Rioja. Elle correspond à la limite nord-est de la meseta de Vieille-Castille et sépare le bassin du Douro, tourné vers l'Atlantique, du cours supérieur de l'Èbre, qui coule vers la Méditerranée. De ce fait, les monts Obarenes, en dépit de leur altitude modérée, ont toujours revêtu une importance géo-stratégique essentielle dans l'histoire de l'Espagne.
Les « Faucilles de Sobron » (Hoces de Sobrón), profonds méandres escarpés creusés par l'Èbre entre Sobrón et Haro, séparent les monts Obarenes au sud des monts de Cantabrie (es) ou sierra de Toloño au nord.

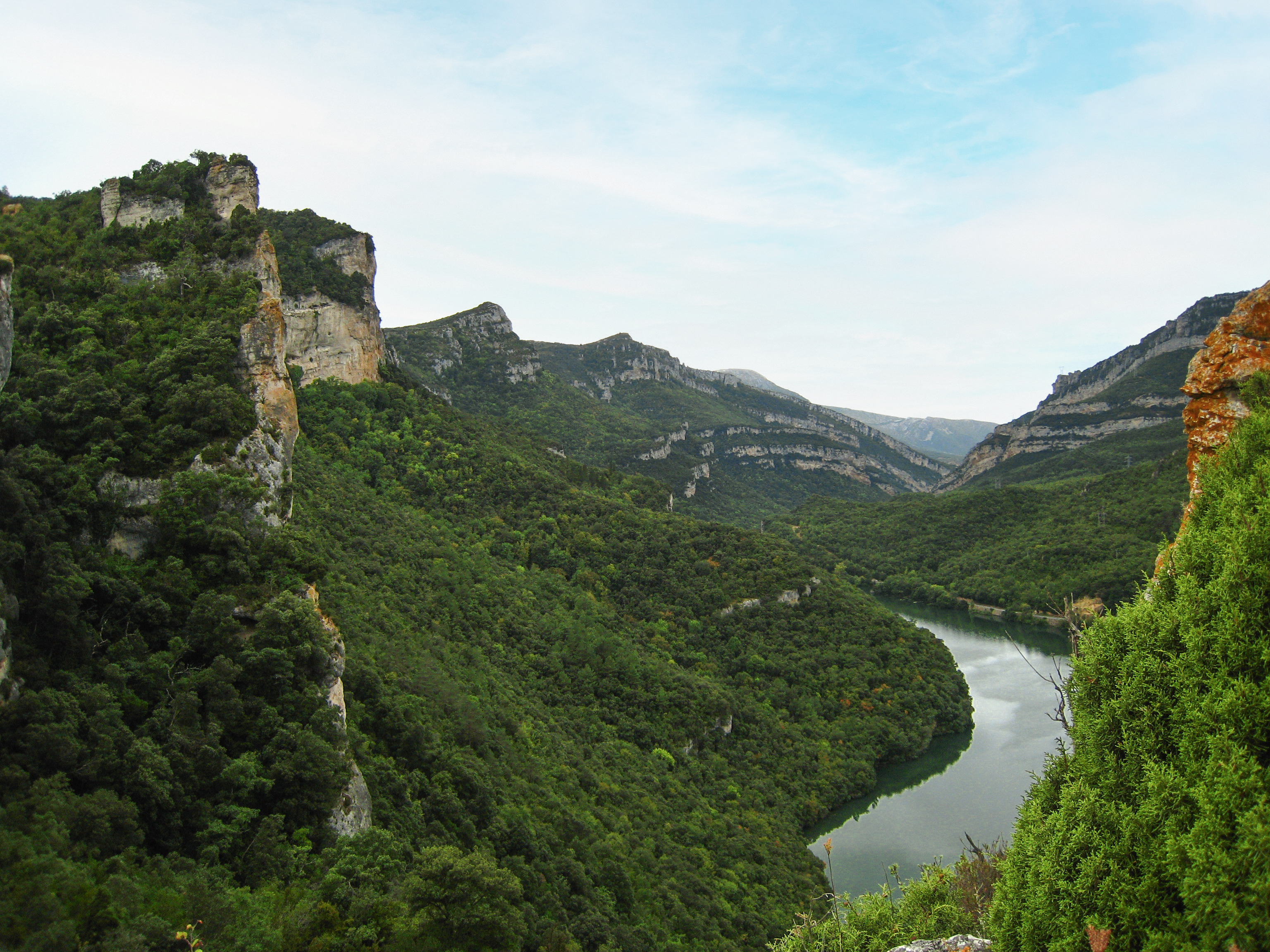
« Faucilles de Sobron » (Hoces de Sobrón) creusées par l'Èbre entre Sobrón et Haro.

### Topographie

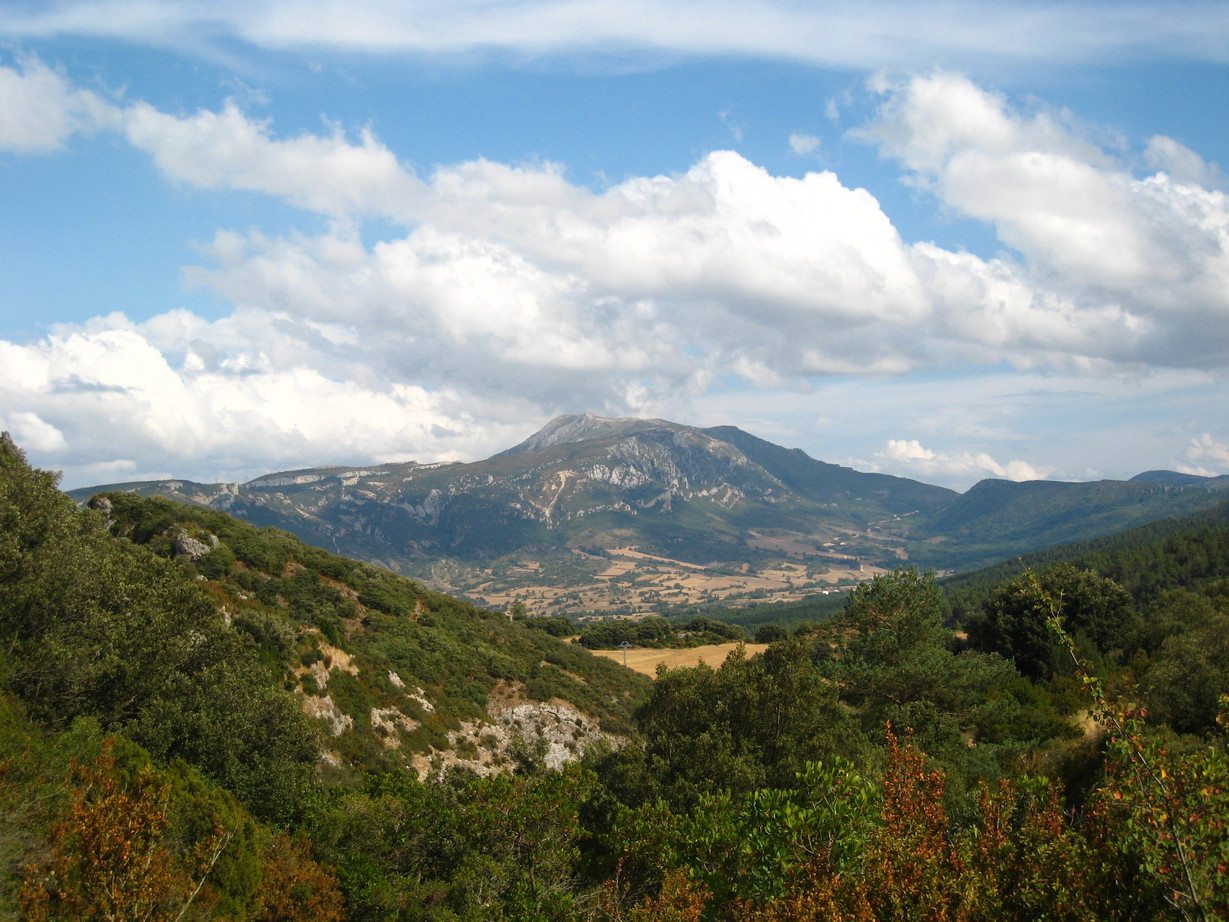
.

La moitié ouest de la chaîne est constituée de blocs montagneux culminant à 1 434 m au Pic Humión (es) (Pico Humión en espagnol). Elle fait partie du parc naturel de Montes Obarenes-San Zadornil (es). L'autre moitié se présente comme une sierra pratiquement continue, avec une succession de pics s'élevant autour de 1 000 m.
Ces deux parties sont séparées par le défilé de Pancorbo, creusé par l'Oroncillo (es)  et un point de passage crucial pour la communication entre Madrid et le Pays basque.